# Maurice Mewis
Maurice Mewis (* 16. September 1929 in Antwerpen; † 23. Februar 2017 ebendort) war ein belgischer Ringer. Er gewann bei der Weltmeisterschaft 1953 im griechisch-römischen Stil im Fliegengewicht eine Bronzemedaille.

## Werdegang
Maurice Mewis stammt aus Antwerpen und begann dort als Jugendlicher 1945 mit dem Ringen. Der nur 1,55 Meter große Athlet rang in beiden Stilarten, bevorzugte aber den griechisch-römischen Stil, was verwunderlich ist, denn in Belgien wurde zu seiner Zeit hauptsächlich der freie Stil gepflegt. Er startete dabei immer im Fliegengewicht (damals bis 52 kg Körpergewicht). Sein Bruder Joseph Mewis, der anderthalb Jahre jünger als er ist, war ebenfalls ein hervorragender Ringer, der bei den Olympischen Spielen 1956 in Melbourne im freien Stil im Federgewicht sogar die Silbermedaille gewann.
Den ersten Start bei einer internationalen Meisterschaft absolvierte Maurice Mewis schon bei der Weltmeisterschaft 1950 in Stockholm. Im griechisch-römischen Stil belegte er dabei mit einem Sieg über den starken Italiener Giovanni Cocco einen guten 6. Platz. Noch etwas erfolgreicher war er bei der Weltmeisterschaft 1951 in Helsinki, die im freien Stil ausgetragen wurde. Er schaffte dort in seinem ersten Kampf eine kleine Sensation, als er vor dem finnischen Publikum den hohen Favoriten und Olympiasieger von 1948 Lennart Viitala besiegte. In den nächsten Kämpfen verlor er freilich gegen Mahmoud Mollaghasemi aus dem Iran und gegen Ali Yücel aus der Türkei belegte aber einen hervorragenden 4. Platz.
Bei den Olympischen Spielen 1952 in Helsinki startete Maurice Mewis wieder im griechisch-römischen Stil. Nach Siegen über Josef Zeman aus der Tschechoslowakei und Dumitru Pârvulescu aus Rumänien unterlag er gegen den sowjetischen Meister Boris Gurewitsch und den amtierenden Weltmeister Bengt Johansson aus Schweden. Er belegte mit diesen Ergebnissen damit den 7. Platz.
Den größten Erfolg seiner Laufbahn feierte Maurice Mewis bei der Weltmeisterschaft 1953 in Neapel. Durch eine günstige Konstellation reichten ihm dort Siege über Josef Zeman und Karl-Erik Andersson aus Schweden zum Gewinn der Bronzemedaille im griech.-röm. Stil im Fliegengewicht. Weniger erfolgreich war er bei der Weltmeisterschaft 1955 in Karlsruhe. Er unterlag dort im griechisch-römischen Stil gegen Heinrich Weber, Deutschland und Karl-Erik Andersson und landete auf dem 15. Platz.
Bei den Olympischen Spielen 1956 in Melbourne erreichte er mit einem Sieg über Malte Hakansson aus Australien und Niederlagen gegen Borivoje Vukov, Jugoslawien und István Baranya, Ungarn, wie in Helsinki den 7. Platz. Ein sehr gutes Resultat gelang Maurice Mewis dann wieder bei der Weltmeisterschaft 1958 in Budapest. Im griech.-röm. Stil siegte er dort u. a. über Eckhard Thorun aus der DDR. Ferner rang er gegen die Spitzenringer Borivoje Vukov, Boris Gurewitsch und Dursun Ali Eğribaş aus der Türkei unentschieden. Eine Niederlage gegen Sándor Kerekes aus Ungarn warf ihn aber auf den undankbaren 4. Platz zurück.
Bei der Weltmeisterschaft 1959 in Teheran landete im freien Stil er nach Niederlagen gegen Luigi Chinazzo, Italien und Ahmet Bilek aus der Türkei auf dem 9. Platz. Bei den Olympischen Spielen 1960 in Rom startete er im Fliegengewicht wieder im griech.-röm. Stil und kam mit einem Sieg über Heikki Hakola aus Finnland auf den 10. Platz.
1963 belegte Maurice Mewis bei der Weltmeisterschaft im griechisch-römischen Stil in Helsingborg den 12. Platz. Es gelang ihm dort nur ein Sieg über Josef Kolar aus der Tschechoslowakei. Im Jahre 1964 startete er dann als 35-Jähriger zum vierten Mal bei Olympischen Spielen. In Tokio erreichte er dabei im griech.-röm. Stil mit Siegen über Shin Sang-Shik, Südkorea, Burhan Bozkurt, Türkei und Ahmad Khoshoi aus dem Iran einen hervorragenden 4. Platz. Eine Medaille verpasste er dabei nur durch eine Niederlage gegen Tsutomu Hanahara aus Japan.
Zum Abschluss seiner Karriere gewann Maurice Mewis bei der Europameisterschaft 1966 in Essen im griech.-röm. Stil mit drei Siegen und einem Unentschieden noch einmal eine Bronzemedaille.

## Internationale Erfolge
(OS = Olympische Spiele, WM = Weltmeisterschaften, GR = griechisch-römischer Stil, F = freier Stil, Fl = Fliegengewicht, damals bis 52 kg Körpergewicht)
- 1950, 6. Platz, WM in Stockholm, GR, Fl, mit einem Sieg über Giovanni Cocco, Italien u. Niederlagen gegen Svend Age Thomsen, Dänemark u. Bengt Johansson, Schweden;

- 1951, 4. Platz, WM in Helsinki, F, Fl, mit einem Sieg über Lennart Viitala, Finnland u. Niederlagen gegen Mahmoud Mollaghasemi, Iran u. Ali Yücel, Türkei;

- 1952, 7. Platz, OS in Helsinki, GR, Fl, mit Siegen über Josef Zeman, Tschechoslowakei u. Dumitru Pârvulescu, Rumänien u. Niederlagen gegen Boris Gurewitsch, Sowjetunion u. Bengt Johansson;

- 1953, 3. Platz, WM in Neapel, GR, Fl, mit Siegen über Josef Zeman u. Karl-Erik Andersson, Schweden u. Niederlagen gegen Borivoje Vukov, Jugoslawien, Boris Gurewitsch u. Ahmet Bilek, Türkei;

- 1955, 15. Platz, WM in Karlsruhe, GR, Fl, nach Niederlagen gegen Heinrich Weber u. Karl-Erik Andersson;

- 1956, 7. Platz, OS in Melbourne, GR, Fl, mit einem Sieg über Malte Hakansson, Australien und Niederlagen gegen Borivoje Vukow u. István Baranya, Ungarn;

- 1958, 4. Platz, WM in Budapest, GR, Fl, mit Siegen über Velkow, Bulgarien u. Eckhard Thorun, DDR, Unentschieden gegen Borivoje Vukov, Boris Gurewitsch u. Dursun Ali Eğribaş, Türkei u. einer Niederlage gegen Dumitru Pârvulescu;

- 1959, 9. Platz, WM in Teheran, F, Fl, nach Niederlagen gegen Luigi Chinazzo, Italien u. Ahmet Bilek;

- 1960, 10. Platz, OS in Rom, GR, Fl, mit einem Sieg über Heikki Hakola, Finnland u. Niederlagen gegen Ignazio Fabra, Italien u. Mohammad Paziraye, Iran;

- 1963, 12. Platz, WM in Helsingborg, GR, Fl, mit einem Sieg über Josef Kolar, Tschechoslowakei, einem Unentschieden gegen Angel Keresow, Bulgarien u. einer Niederlage gegen Ahmet Bilek;

- 1964, 4. Platz, OS in Tokio, GR, Fl, mit Siegen über Shin Sang-Shik, Südkorea, Burhan Bozkurt, Türkei u. Ahmad Khosoi, Iran u. einer Niederlage gegen Tsutomu Hanahara, Japan;

- 1966, 3. Platz, EM in Essen, GR, Fl, mit Siegen über Henri Risch, Luxemburg, Reino Saliomäki, Finnland u. Bossebroek, Niederlande, einem Unentschieden gegen Fredy Schulze, DDR u. einer Niederlage gegen Boško Marinko, Jugoslawien